# رندة فؤاد
رندة فؤاد كاتبة وصحفية ورئيسة المنتدى الإعلامي العربي للبيئة والتنمية ومستشار تنمية الاتصالات لوزير الدولة لشئون البيئة. لديها أكثر من خمسة وعشرين عامًا من الخبرة المحلية والإقليمية والعالمية في مجال التنمية المستدامة والتوعية والاتصالات من خلال تطوير وإدارة تنفيذ استراتيجيات نشر المعلومات، وتنظيم مشاورات وسائل الإعلام، وحشد وسائل الإعلام حول قضايا التنمية.
هي عضو في نقابة الصحفيين المصرية. أدارت البرنامج الإعلامي الإقليمي لبرنامج الإدارة الحضرية، الممول من برنامج الأمم المتحدة الإنمائي. وهو واحد من أكبر برامج المساعدة التقنية العالمية في القطاع الحضري.